# Masayoshi Yamashita
Masayoshi Yamashita (山下昌良, Yamashita Masayoshi), né le 29 novembre 1961 à Osaka, au Japon est le premier et actuel bassiste du groupe japonais Loudness.
Il a d'abord commencé à jouer de la basse dans un groupe appelé Black Rose.
Un peu plus tard, son voisin et ami d'enfance, Akira Takasaki l'invite à se joindre à son groupe en 1981.Le son de sa basse correspond assez bien avec la batterie de Munetaka Higuchi, en lui donnant le bon rythme, Akira à la guitare et Minoru Niihara aux chants.
Toutefois, en 1991, Yamashita quitte Loudness, les rumeurs disent qu'il ne s'entendait pas avec le nouveau chanteur Mike Vescera, qui a remplacé Niihara en 1989. Après avoir quitté Loudness, il a travaillé sur quelque projets...

Il rejoint Loudness en 2001...

## Équipements
- Vigier Excess Black (palissandre)
- Vigier Excess Black (érable)
- Plusieurs Vigier Arpege avec une finition "Masayoshi Yamashita"
- Cordes : 50-110